# 양재훈 (야구 선수)
양재훈(2003년 5월 1일 ~ )은 KBO 리그 두산 베어스의 투수이다.

## 두산 베어스시절
2025년에 입단하였다. 2025년 5월 15일 한화 이글스와의 경기에 구원 등판하며 데뷔 첫 경기를 치렀고, 경기에서 1이닝 1피안타 1탈삼진 무실점을 기록했다.

## 출신 학교
- 수영초등학교 (부산)
- 부산개성중학교(전학) -> 사직중학교(졸업)
- 개성고등학교
- 동의과학대학교